# سماع (إنشاد)
سماع (بالفارسية والأردية: سماع، بالتركية: Sema) هو مصطلح عربي الأصل، استعمله الصوفيون للدلالة على الإنشاد الديني والذي يكون ضمن مجالسهم العلمية أو التعبدية، وبالأخص المولوية وأتباع الطريقة الجشتية في الهند.

## طريقته
يتضمن السماع عادة الدعاء والإنشاد الديني وترديد الأذكار واسم الله، والالتفاف حول النفس عند المولوية.

## الموسيقى والإنشاد
ينسب وضع أوائل الألحان الموسيقية للسماع إلى السلطان ولد (بهاء الدين محمد ولد) (بالتركية: Sultan Veled)[بحاجة لمصدر] وهو الابن الأكبر لجلال الدين الرومي. وتدور موضوعات الغناء الصوفي حول حب الله ورسوله. وقد كان السماع في البداية مصحوباً بعزف الناي وإيقاع الطبول والدفوف فقط، ثم تطور ذلك في القرن التاسع عشر الميلادي لتنضم آلات جديدة كالقانون والطنبور والكمان وغيرها من الآلات، كما بدأ موسيقيو المولوية في تدوين موسيقى السماع بغرض الحفاظ على تراثها.
وأشعار السماع ـ كما يرى الصوفية ـ هي «أشعار تحمل معان رمزية لا يعرف كنهها وأسرار معانيها إلا من وصلت به النشوة إلى التجرّد من كلّ ماهو جسدي وتحللت روحه من كلّ ماهو مادي، وكلمات هي تحمل عبارات العشق والغزل والحب بكل مقاييسه وشدة الهيام ولوعة الفراق والحنين والشوق إلى رؤية الذات الإلهية».

## الرقص

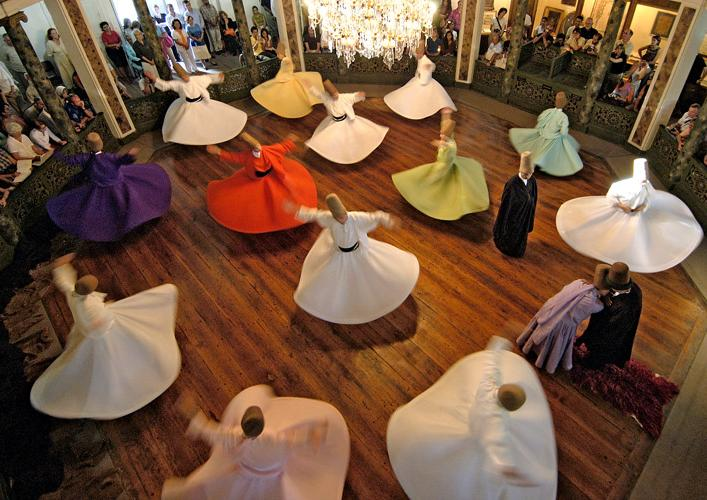
حلقة ذكر مولوية

تبدأ حلقة الذكر المولوية بتلاوة من القرآن من أحد المنشدين الجالسين في السدة، ثم يؤدي رئيس الزاوية بعض الأدعية والابتهالات. بعد ذلك ينشد أحد الدراويش شعراً يقول فيه: إذا رمت المنى يانفس رومي لمولانا جلال الدين الرومي وعند كلمة مولانا تضرب ثلاث ضربات، ويبدأ العزف بالنايات، ثم ينهض الدراويش ويبدؤون بالدوران بطريقة فنية خاصة. فينزعون عنهم العباءات ليظهروهم يرتدون ألبسة بيضاء فضفاضة على شكل نواقيس، ويرمز نزع العباءات إلى نزع الشهوات. ويبدؤون بالدوران على ايقاعات الإنشاد الديني ويكون دورانهم سريعاً فتنفرد ألبستهم الفضفاضة وتصبح نتيجة الدوران السريع على شكل ناقوس، ويضعون على رأسهم اللبادة أو القلبق وأثناء الدوران يقومون بأيديهم بحركات لها معان صوفية ويشكلون بأيديهم ورأسهم لفظ الجلالة (الله) ويشترط أثناء الدوران ألا تتلامس أرديتهم.

## السماع عند المولوية
تعرف الموسيقى الصوفية عند الأتراك باسمين أولهما «سَماع» (بالتركية: Sema) أو السماعي، وهو الذكر الديني القائم على الدوران وقوفًا والمصحوب بالموسيقى التي تستخدم فيها آلات موسيقية مثل الناي والقانون. وتعزف في حجرة تسمى بالتركية «سماع خانه» Sema-Hane تخصص لهذا الغرض في زاوية الطريقة المولوية. أما النوع الثاني من الموسيقى الصوفية عند المولوية فيسمى «إلهي» (بالتركية: İlahi) وهو من الشعر الصوفي التركي الذي يتحدث عن أوصاف وخصال الله ورسوله وتحتوي على أدعية.
شجع سلاطين السلاجقة والعثمانيين الموسيقى الصوفية والسماع، بل لقد كان منهم من انتسب إلى بعض الطرق الصوفية، ومن هؤلاء السلطان السلجوقي علاء الدين قيقباد الأول (الذي كان يذهب إلى جلال الدين الرومي في زاويته، وكان يدعوه هو ومريديه إلى قصره في قونية للاستماع إلى قصائد وموسيقى الصوفية، ومن السلاطين الأتراك أيضاً من كتب الأشعار الصوفية كالسلطان العثماني أحمد الأول. كما أولى السلطان سليم الثالث اهتماما كبيراً بالسماع، وكان يدعو إلى قصره أسطوات الموسيقى أمثال أحمد كامل أفندي القرمي، والطنبوري والأطروني.

## السماع عند العلويين
السماع عند الطائفة العلوية هو نوع من الغناء الموسيقي الديني يشبه إلى حد كبير حلقات الذكر والغناء الديني المعروفة عند المولوية. مع فارق أساسي هو أن السماع المولوي يؤديه الرجال فقط، وفي ملابس باللون الأبيض وطربوش طويل باللون الأحمر وفي شكل من الدوران وقوفاً، بينما تشارك نساء الطائفة العلوية في السماع إلى جانب الرجال، ويرتدين ملابس شعبية مزركشة بالألوان.

## ما قاله المتصوفة وغيرهم في السماع
- سُئل الإمام أحمد بن حنبل عن الصوفية، فقال: لا أعلم أقواماً أفضل منهم. قيل له: إنهم يستمعون ويتواجدون؟ قال: دعوهم يفرحوا مع الله ساعة[5]

نقل عن [وفقًا لِمَن؟] قوله: لصوفي هو الذي سمع السماع وآثره على الأسباب[بحاجة لمصدر]
كما نقل عن الشعراني عن الحارث المحاسبي قوله:

مما يتمتع به الفقراء سماع الصوت الحسن

وقوله

إنه من أسرار الله في الوجود[بحاجة لمصدر]

كما قال رؤوف يكتا بك (إبان أحد مراسم السماع المولوية التي أقيمت في إسطنبول سنة 1934):

إن أعظم وأفضل الملحنين الموسيقيين الأتراك كانوا من المولوية، ومن ثم تعد بدائع الموسيقى المولوية هي أثمن ما في الخزينة الموسيقية التركية

وقد أفرد كُتَّاب التصوف للسماع أبوابًا منفصلة في مؤلفاتهم؛ لما له من أهمية خاصة عندهم. بينما يستنكر السلفيون السماع ويرون أنه بدعة منكرة لا أصل لها في الدين.

## وصلات خارجية
- احتفال السماع عند المولوية
- نماذج من السماع الصوفي والإلهي